# موريس وايت
موريس وايت (بالإنجليزية: Maurice White)‏ ‏(19 ديسمبر 1941 في ممفيس - 4 فبراير 2016)، كان مغني وكاتب غنائي وموسيقي ومغن مؤلف ومنتج أسطوانات أمريكي بدأ مسيرته الفنية عام 1961. مؤسس وقائد فرقة «إيرث ويند آند فاير» الموسيقية سنة 1969، توقف عن المشاركة مع الفرقة مُنذ 1995 بسبب إصابته بمرض الشلل الرعاش، لكن بقي يقوم بالتأليف والإنتاج الموسيقي للفرقة.

## وصلات خارجية
- الموقع الرسمي